# La Granja de Rocamora
La Granja de Rocamora és un municipi del País Valencià que es troba al Baix Segura.
D'origen musulmà, pot ser coincident amb una antiga alqueria; el senyoriu va ocupar-lo la família Rocamora; que posseïa també la Torre i poble de Benferri així com poblacions d'altres comarques com Agost o Novelda, des que el 1462 l'adquirira Jaume de Rocamora, senyor de Benferri, noble d'origen català que va acompanyar Alfons X en la conquesta; el 1565 s'independitzà d'Oriola, del terme de la qual formava part; amb l'expulsió morisca va quedar despoblada; la seua església parroquial va dependre de la de Coix fins al 1602; en 1628 Felip III va concedir el títol de marquès de la Granja a Francesc de Rocamora i Maça; posteriorment el marquesat l'ostentaren els Dàvalos, els Pardo i els Agrela; a principis del segle xix la manca d'hereus de la família propietària va deixar la propietat de la terra als habitants del poble, la qual cosa explica el repartiment actual entre petits propietaris, i es va constituir el municipi de la Granja. En 2003 el PP guanyà les municipals amb 7 regidors; el PSPV i UCL n'obtingueren 2 cadascú; el recompte poblacional d'aqueix any donà la xifra de 2.039 habitants.

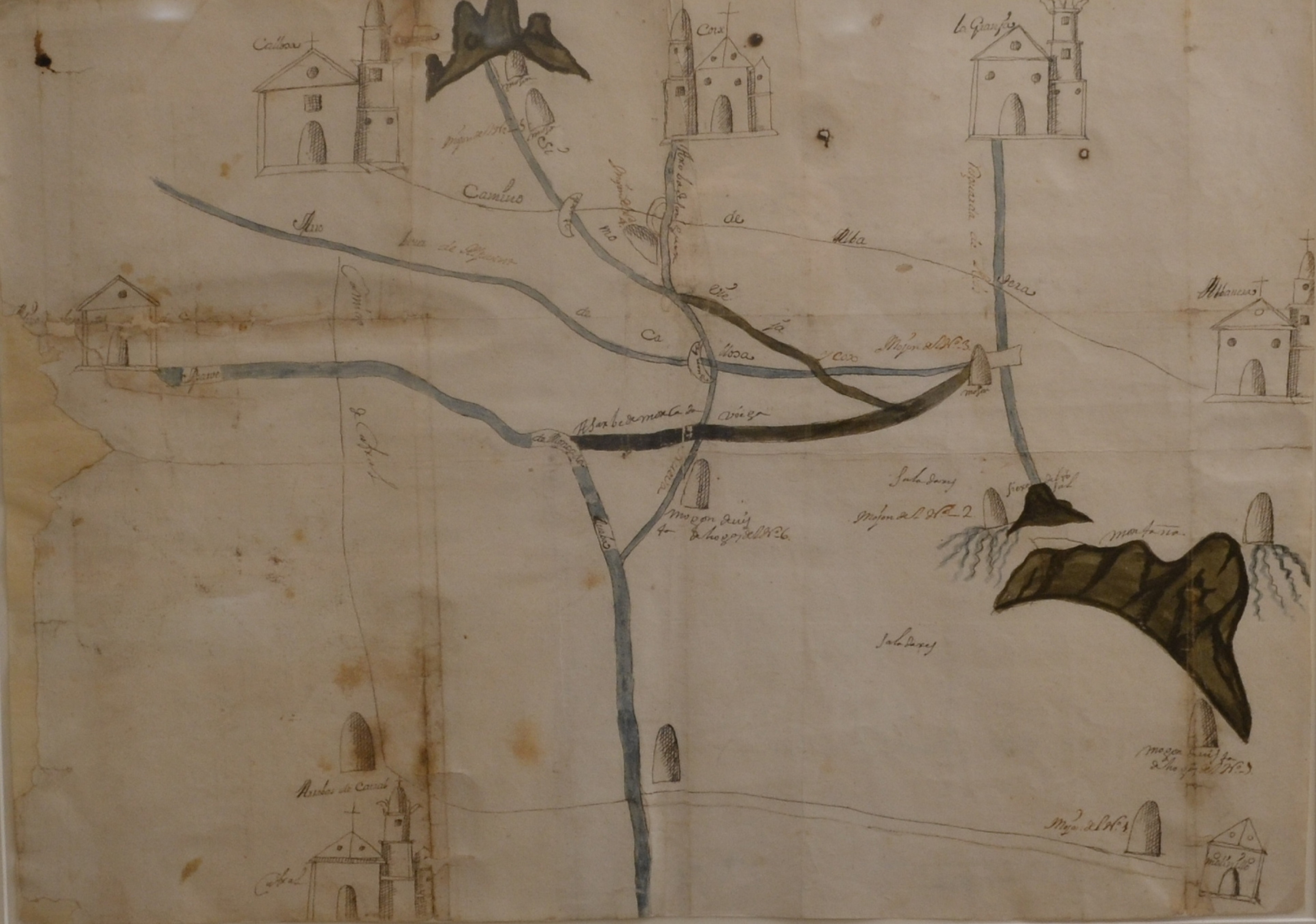
Mapa de 1729 dels termes municipals de Callosa de Segura, Coix, Albatera i la Granja de Rocamora

L'únic focus econòmic radica en el cultiu i comercialització dels productes hortofrutícoles propis de la comarca.
El reduït terme (7,2 km²) és cobert d'horta i flora mediterrània; paga la pena l'excursió al Cabeçó de la Font.
Del seu patrimoni:
- Torre Mora. Gran cub de maçoneria, que formaria part d'un conjunt defensiu. Actualment està restaurada i forma part d'una habitatge particular.
- Església parroquial de Sant Pere apòstol. Segle XVIII.

De la seua gastronomia, putxero amb farcidures (pilotes), arròs amb crosta i arròs a la grangera.

## Alcaldia
Des de 2015 l'alcalde de la Granja de Rocamora és Javier Mora Rocamora, primerament pel Partido Independiente de Granja de Rocamora (IGr) i des de 2019 pel Partit Popular (PP).
| Període                       | Alcalde o alcaldessa | Partit polític | Data de possessió | Observacions |
| ----------------------------- | -------------------- | -------------- | ----------------- | ------------ |
| 1979–1983                     | José Rocamora Ruiz   | UCD            | 19/04/1979        | --           |
| 1983–1987                     | José Rocamora Ruiz   | AP-PDP-UL-UV   | 28/05/1983        | --           |
| 1987–1991                     | José Rocamora Ruiz   | AP             | 30/06/1987        | --           |
| 1991–1995                     | José Rocamora Ruiz   | PP             | 15/06/1991        | --           |
| 1995–1999                     | José Rocamora Ruiz   | PP             | 17/06/1995        | --           |
| 1999–2003                     | José Rocamora Ruiz   | PP             | 03/07/1999        | --           |
| 2003–2007                     | José Rocamora Ruiz   | PP             | 14/06/2003        | --           |
| 2007–2011                     | José Rocamora Ruiz   | PP             | 16/06/2007        | --           |
| 2011–2015                     | José Rocamora Ruiz   | PP             | 11/06/2011        | --           |
| 2015–2019                     | Javier Mora Rocamora | IGr            | 13/06/2015        | --           |
| 2019-2023                     | Javier Mora Rocamora | PP             | 15/06/2019        | --           |
| Des de 2023                   | n/d                  | n/d            | 17/06/2023        | --           |
| Fonts: Generalitat Valenciana |                      |                |                   |              |